# Sylvia Pinel
Sylvia Pinel (Sent Joan lo Nòu, Alta Garona, 28 de setembre de 1977) és una política francesa, membre del Partit Radical d'Esquerra i diputada de Tarn i Garona entre 2007 i 2012, reelegida a aquesta última data.
Diplomada en Dret, litigis i arbitratge i dret fonamental i europeu, ha estat successivament Ministra delegada i després Ministra d'Artesania, Comerç i Turisme als governs primer i segon de Jean-Marc Ayrault i Ministra d'Habitatge i Igualtat Territorial dels governs Valls I i II (2014-2016).
El 17 de febrer de 2016, Sylvia Pinel va succeir Jean-Michel Baylet com a presidenta del PRG, fins que el 2017 Guillaume Lacroix esdevingué president del partit.
Fou una de les signatàries, l'1 de setembre de 2019, d'una carta de 52 membres de l'Assemblea Nacional francesa contra la repressió espanyola a Catalunya.